# 奥里涅 (吉伦特省)
奥里涅（法語：Origne，法語發音：[ɔʁiɲ]）是法国吉伦特省的一个市镇，属于朗贡区。

## 地理
奥里涅（44°29'33"N, 0°30'7"W）面积27.19 平方千米，位于法国新阿基坦大区吉倫特省，该省份为法国西南部沿海省份，是法國本土面积最大的省，北起滨海夏朗德省，西临大西洋，南至朗德省，东南接洛特-加龍省，东临多爾多涅省。
与奥里涅接壤的市镇（或旧市镇、城区）包括：朗迪拉斯、巴利扎克、吉洛、卢沙茨、圣桑福里安。

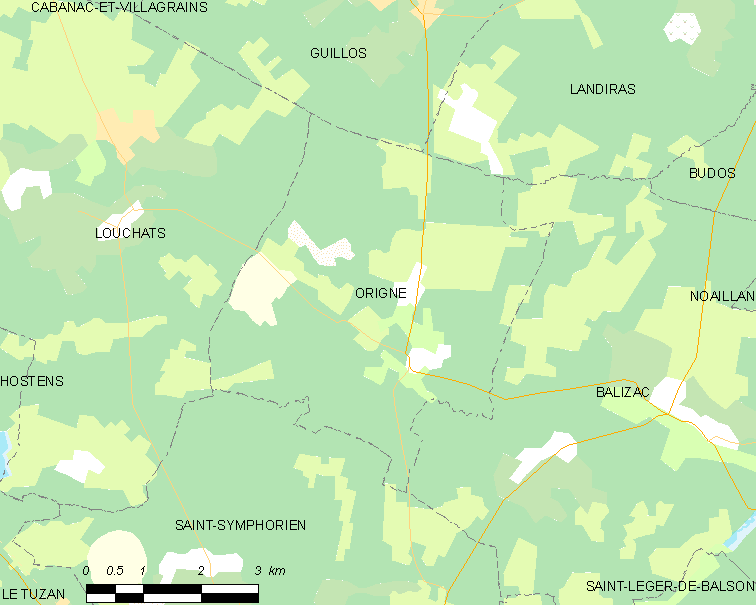
的OSM定位图

奥里涅的时区为UTC+01:00、UTC+02:00（夏令时）。

## 行政
奥里涅的邮政编码为33113，INSEE市镇编码为33310。

## 政治
奥里涅所属的省级选区为砂砾荒原县。

## 人口

1962-2008年间人口变化图示

奥里涅于2022年1月1日时的人口数量为188人。